# Amblyocarenum walckenaeri
Amblyocarenum walckenaeri és una espècie d'Aranya migalomorfa de la família dels cirtauquènids (Cyrtaucheniidae). Fou descrit per primera vegada per H. Lucas el 1846, amb el nom de Cyrtocephalus walckenaerii.
Aquesta espècie es troba a la zona mediterrània. Es coneixen a tota una zona que va des de Tarragona fins al sud de la península Ibèrica.
El nom d'espècie està dedicat a Charles Athanase Walckenaer.

## Sinonímia
Segons el World Spider Catalog amb data de 26 de gener de 2019 hi ha les següents sinonímies:
- Cyrtocephalus mauritanicus Lucas, 1846
- Cyrtocephalus walckenaerii Lucas, 1846
- Cyrtauchenius walckenaeri (Lucas, 1846)
- Cyrtauchenius similis L. Koch, a Ausserer, 1871
- Amblyocarenum simile Buchli, 1966